# Apra bispora
Apra — вид грибів, що належить до монотипового роду Apra з родини Raveneliaceae. Назва вперше опублікована 1979 року.

## Поширення та середовище існування
Знайдений на рослині Mimosa micrantha у штаті Пара, розташованому в Північному регіоні Бразилії. 